# Angela Rebello
Angela Maria Rebello, ou simplesmente Angela Rebello (Rio de Janeiro, 11 de agosto de 1952) é uma atriz brasileira de teatro, cinema e televisão. Como atriz profissional desde 1978, mantém intensa atividade no teatro, além de trabalhos em cinema e TV.

## Biografia
Formada em Teoria do Teatro pela Universidade Federal do Estado do Rio de Janeiro (UniRio), de 1979 a 1982, integrou o Grupo Pessoal do Despertar, dirigido por Paulo Reis, e o Grupo Pessoal do Cabaré, dirigido por Buza Ferraz. De 1989 a 2004, morou em Madri, Espanha, onde atuou no café-concerto "Perigosas Peruas", espetáculo em que assina o roteiro e a direção, ao lado da atriz Rosa Douat.
No cinema, fez "Iluminados", de Cristina Leal (2003); "O Filho Predileto", de Walter Lima Júnior (2000); "Miramar", de Julio Bressane (1996); "Amor Vagabundo", de Hugo Carvana (1986); "Nunca Fomos Tão Felizes", de Murilo Sales (1982); "Vista para o Mar", curta-metragem de Nei Costa Santos (1979).
Na televisão, atuou em "A Lua Me Disse", novela de Miguel Falabella e Maria Carmem Barbosa, 2005; "Suave Veneno", novela de Aguinaldo Silva, 1999; "Você Decide", episódio "Das Duas Uma", de Denise Bandeira, 1997; "Salsa e Merengue", novela de Miguel Falabella e Maria Carmem Barbosa, 1996/97; "Primo Basílio", minissérie de Gilberto Braga, 1988; "Amor à Vida", novela de Walcyr Carrasco, 2013.

## Carreira

### Televisão
| Ano  | Título             | Personagem         | Notas                             |
| ---- | ------------------ | ------------------ | --------------------------------- |
| 1984 | Partido Alto       | Déia               |                                   |
| 1986 | Cambalacho         | Maria Helena       |                                   |
| 1986 | Dona Beija         | Maria Bernarda     |                                   |
| 1986 | Tudo ou Nada       | Odete              |                                   |
| 1988 | O Primo Basílio    | Raimunda           |                                   |
| 1996 | Salsa e Merengue   | Teresa             |                                   |
| 1998 | Você Decide        | —                  | Episódio: Das Duas Uma.           |
| 1999 | Suave Veneno       | Gladys             |                                   |
| 2000 | Esplendor          | Gertrudes          |                                   |
| 2005 | A Lua Me Disse     | Oneida             |                                   |
| 2007 | Paraíso Tropical   | Elvira             |                                   |
| 2007 | Desejo Proibido    | Madre Superiora    |                                   |
| 2010 | Separação?!        | Martinha           | Episódio: "Entre Marido e Mulher" |
| 2011 | Aquele Beijo       | Vera               | [ 2 ]                             |
| 2012 | Gabriela           | Quinquina dos Reis |                                   |
| 2013 | Amor à Vida        | Lídia              |                                   |
| 2017 | Novo Mundo         | Madre Assunção     |                                   |
| 2017 | Questão de Família | Tonha              | 5 episódios                       |
| 2022 | Todas as Flores    | Carmem             |                                   |
| 2024 | Elas por Elas      | Beatriz            | Episódios: "10–20 de fevereiro"   |

### Cinema
| Ano  | Título                                       | Personagem         | Notas          |
| ---- | -------------------------------------------- | ------------------ | -------------- |
| 1984 | Nunca Fomos tão Felizes                      | Prostituta         |                |
| 1986 | Por Incrível que Pareça                      | Mulher do bancário |                |
| 1991 | Vai Trabalhar, Vagabundo II: a Volta         | —                  |                |
| 1999 | Miramar                                      | —                  |                |
| 2001 | Um Crime Nobre                               | —                  |                |
| 2011 | Passageiro                                   | Fernanda           | Curta-metragem |
| 2024 | Eu Não sei Se vou Ter que Falar Tudo de Novo | Ana                | Curta-metragem |
| 2024 | A Vilã das Nove                              | Raquel             |                |
| 2024 | Avenida Beira-Mar                            | Ângela             | [ 6 ]          |